# Tour de France 1939
33. Tour de France rozpoczął się 10 lipca, a zakończył 30 lipca 1939 roku w Paryżu. Zwyciężył Belg Sylvère Maes, dla którego było to drugie zwycięstwo w tym wyścigu (poprzednio triumfował w 1936 roku). Maes był także najlepszy w klasyfikacji górskiej, a w klasyfikacji drużynowej zwyciężyli zawodnicy drugiej reprezentacji Belgii.

## Etapy
| Etap | Data     | Trasa                          | Dystans   | Zwycięzca           | Lider wyścigu   |
| ---- | -------- | ------------------------------ | --------- | ------------------- | --------------- |
| 1    | 10 lipca | Paryż – Caen                   | 215 km    | Amédée Fournier     | Amédée Fournier |
| 2 A  | 11 lipca | Caen – Vire                    | ITT 64 km | Romain Maes         | Romain Maes     |
| 2 B  | 11 lipca | Vire – Rennes                  | 119 km    | Éloi Tassin         | Jean Fontenay   |
| 3    | 12 lipca | Rennes – Brest                 | 224 km    | Pierre Cloarec      | Jean Fontenay   |
| 4    | 13 lipca | Brest – Lorient                | 174 km    | Raymond Louviot     | René Vietto     |
| 5    | 14 lipca | Lorient – Nantes               | 207 km    | Amédée Fournier     | René Vietto     |
| 6 A  | 15 lipca | Nantes – La Rochelle           | 144 km    | Lucien Storme       | René Vietto     |
| 6 B  | 15 lipca | La Rochelle – Royan            | 107 km    | Edmond Pagès        | René Vietto     |
| 7    | 17 lipca | Royan – Bordeaux               | 198 km    | Raymond Passat      | René Vietto     |
| 8 A  | 18 lipca | Bordeaux – Salies-de-Béarn     | 210 km    | Marcel Kint         | René Vietto     |
| 8 B  | 18 lipca | Salies-de-Béarn – Pau          | ITT 69 km | Karl Litschi        | René Vietto     |
| 9    | 19 lipca | Pau – Tuluza                   | 331 km    | Edward Vissers      | René Vietto     |
| 10 A | 21 lipca | Tuluza – Narbona               | 149 km    | Pierre Jaminet      | René Vietto     |
| 10 B | 21 lipca | Narbona – Béziers              | ITT 27 km | Maurice Archambaud  | René Vietto     |
| 10 C | 21 lipca | Béziers – Montpellier          | 70 km     | Maurice Archambaud  | René Vietto     |
| 11   | 22 lipca | Montpellier – Marsylia         | 212 km    | Fabien Galateau     | René Vietto     |
| 12 A | 23 lipca | Marsylia – Saint-Raphaël       | 157 km    | François Neuens     | René Vietto     |
| 12 B | 23 lipca | Saint-Raphaël – Monako         | 122 km    | Maurice Archambaud  | René Vietto     |
| 13   | 24 lipca | Monaco – Monaco                | 101 km    | Pierre Gallien      | René Vietto     |
| 14   | 25 lipca | Monaco – Digne-les-Bains       | 175 km    | Pierre Cloarec      | René Vietto     |
| 15   | 26 lipca | Digne-les-Bains – Briançon     | 219 km    | Sylvère Maes        | Sylvère Maes    |
| 16 A | 27 lipca | Briançon – Briançon            | 126 km    | Pierre Jaminet      | Sylvère Maes    |
| 16 B | 27 lipca | Bonneval – Bourg-Saint-Maurice | ITT 64 km | Sylvère Maes        | Sylvère Maes    |
| 16 C | 27 lipca | Bourg-Saint-Maurice – Annecy   | 104 km    | Antoon van Schendel | Sylvère Maes    |
| 17 A | 29 lipca | Annecy – Dole                  | 226 km    | François Neuens     | Sylvère Maes    |
| 17 B | 29 lipca | Dole – Dijon                   | ITT 59 km | Maurice Archambaud  | Sylvère Maes    |
| 18 A | 30 lipca | Dijon – Troyes                 | 151 km    | René Le Grevès      | Sylvère Maes    |
| 18 B | 30 lipca | Troyes – Paryż                 | 201 km    | Marcel Kint         | Sylvère Maes    |

## Klasyfikacje
|     | Zawodnik             | Zespół     | Czas         |
| --- | -------------------- | ---------- | ------------ |
| 1.  | Sylvère Maes         | Belgia     | 132h 03' 17" |
| 2.  | René Vietto          | Sud-Est    | +30' 38"     |
| 3.  | Lucien Vlaemynck     | Belgia B   | +32' 08"     |
| 4.  | Mathias Clemens      | Luksemburg | +36' 09"     |
| 5.  | Edward Vissers       | Belgia     | +38' 05"     |
| 6.  | Sylvain Marcaillou   | Francja    | +45' 16"     |
| 7.  | Albertin Disseaux    | Belgia B   | +46' 54"     |
| 8.  | Jan Lambrichs        | Holandia   | +48' 01"     |
| 9.  | Albert Ritserveldt   | Belgia B   | +48' 27"     |
| 10. | Cyriel Vanoverberghe | Belgia B   | +49' 44"     |

|    | Zawodnik           | Zespół   | Punkty |
| -- | ------------------ | -------- | ------ |
| 1. | Sylvère Maes       | Belgia   | 86     |
| 2. | Edward Vissers     | Belgia   | 84     |
| 3. | Albert Ritserveldt | Belgia B | 71     |
| 4. | Dante Gianello     | Francja  | 61     |
| 5. | René Vietto        | Sud-Est  | 22     |

### Drużynowa
| Poz. | Kraj       | Czas         |
| ---- | ---------- | ------------ |
| 1.   | Belgia B   | 398h 17' 20" |
| 2.   | Francja    | +35' 47"     |
| 3.   | Belgia     | +36' 18"     |
| 4.   | Luksemburg | +1h 12' 35"  |
| 5.   | Nord-Est   | +1h 23' 20"  |